# Смяльч
Смяльч (рос. Смяльч) — село в Гордієвському районі Брянської області Російської Федерації.
Населення становить 345 осіб. Входить до складу муніципального утворення Петровобудське сільське поселення.

## Історія
Розташоване на території української історичної землі Стародубщина.
Від 2005 року входить до складу муніципального утворення Петровобудське сільське поселення.

## Населення
| 2010 | 2013 |
| ---- | ---- |
| 407  | ↘345 |